# 앤디 배런
앤디 배런(Andrew Barron)은 은퇴한 뉴질랜드 축구 국가대표팀 선수이다. 그는 순수한 아마추어 선수로 은행원으로 근무하다가 2010 월드컵에 출전후 은퇴선언을 하였다.